# Empalme Villa Constitución
Empalme Villa Constitución é uma comuna da província de Santa Fé, na Argentina.